# 1970年のボーラ・サイクロン
1970年のボーラ・サイクロン（英：1970 Bhola cyclone）とは、1970年11月12日に東パキスタン（今日のバングラデシュ）のボーラ地方とインドの西ベンガル州を襲ったサイクロンである。暴風雨のみならず、ベンガル・デルタ地帯の標高が低い島々が高潮に襲われ、これを主な原因としてもっとも控えめな見積でも20万5000人以上、最大50万人と推定される人命が失われ、サイクロンとしては史上最大級の犠牲者を出した。家畜は80万が失われ、経済的被害も甚大であった。近代以降の自然災害全般の中でも最悪のものの一つである。この被害が余りに激甚であったことが直接的な契機の一つとなって、以後パキスタンは内戦状態に陥り、翌年バングラデシュが独立した。

## 総説
このサイクロンは1970年の北インド洋サイクロンとしては6番目のもので、11月7日にベンガル湾中央付近で発生した後、勢力を強めつつ北上し、カテゴリー3ハリケーンに相当する勢力に達した。11月12日には最盛期となって風速 51m/sとなり、同夜に東パキスタン沿岸に上陸した。これによる高潮は沖合の島にあった村々に対して壊滅的な被害を与えた。最大の被害を出したのはタズムッディンで、人口167,000のうち45%以上が死亡した。
東パキスタンの政治指導者と国際社会は、被害発生に続く災害救助活動についてパキスタン政府が消極的であった事を激しく非難した。この結果12月の普通選挙にて野党のアワミ連盟が東パキスタンで地滑り的圧勝を収め、翌1971年には東パキスタンと中央政府間の政争が激化して遂にバングラデシュ独立戦争が勃発、同年12月には第三次印パ戦争へと拡大し、結果として新国家バングラデシュが建国された。

## 暴風雨の経過

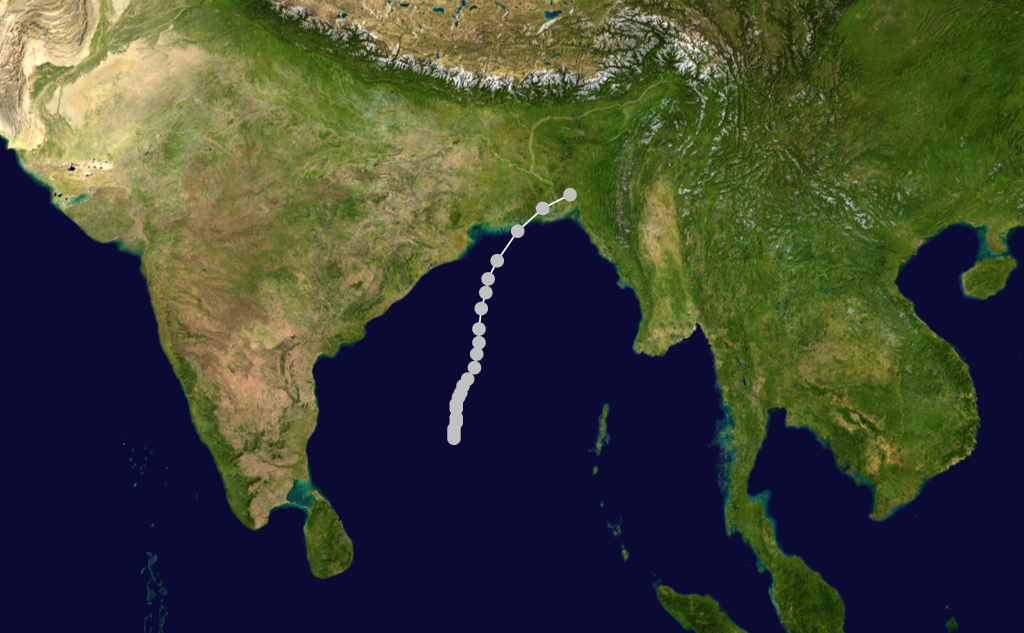
進路図

11月7日午後にベンガル湾南部に熱帯低気圧が発生した。この低気圧はゆっくり北上するにつれて発達し、インド気象庁は翌日これをサイクロンに格上げした。サイクロンはベンガル湾中央を北上しながら11月12日には北東に変針し始めた。明瞭な目が形成され、その日の内に最盛期となり最低中心気圧966hPa、最大風速51m/sに達した。これはサファ・シンプソン・ハリケーン・スケールにおけるカテゴリー3ハリケーンに該当する。サイクロンは11月12日夜に東パキスタン沿海部に上陸したが、これは現地の満潮時刻に近かった。
サイクロンによる高潮は約6mの高さで半日くらい続き、デルタ地帯に広がる島々（中州）の水田地帯を直撃した。これらの水田で働く労働者は普段、本土で居住していたが、当時はコメの収穫期を迎えて多くが島に移動しており、標高差の少ない島の中で高潮の被害に直面して命を落とした。サイクロンは上陸後は衰え始めたが、11月13日にアガルタラ南南東100kmに達した時点では依然としてサイクロンの勢力を保っていた。その後急速に衰弱し、その日の夕刻にはアッサム州南部で弱い熱帯低気圧となった。

## 備え
インド政府はベンガル湾の多数の船舶からサイクロンに関する気象情報を受信したが、印パ関係が概して険悪だったため、パキスタン政府がこの情報を受け取ったかどうかは明らかでない。現地住民の多くは無防備に嵐に襲われたとされる。東パキスタンに存在した気象警報システムは適切に運用されていなかった形跡があり、これが何万もの人命喪失に繋がった可能性がある。パキスタンの気象庁は11月12日に被災が予期される沿海部に「危険への備え」を求める報告を出した。サイクロンが沿海部に接近するに当り、パキスタンのラジオで「重大危険信号」が放送された。生存者が後に述べたところによると、ラジオではサイクロンの襲来は伝えられたが、高潮に関する警告は無く、住民も意識しなかったという。推定では該当地域住民の90%がサイクロン接近を認識していたが、避難施設に退避したのは僅か1%ほどに過ぎなかった。
1960年10月に東パキスタンで少なくとも1万6千人の死者を出した二つのサイクロンを受けて、パキスタン政府は将来的な災害に備えるシステム構築のためアメリカ政府に援助を仰いだ。当時アメリカ海洋大気局管理下の国立ハリケーンセンターのディレクターだったゴードン・ダン（Gordon Dunn）は、詳細な研究を行って1961年には報告を提出した。しかしながら、政府はダンが推奨した対策の全てを実行しようとはしなかった。

## 衝撃
ベンガル湾の沿海部はサイクロンに対して特に脆弱であり、この地域で過去に10万人以上の死者を出したサイクロンは少なくとも6個ある（2008年現在）。1970年のボーラ・サイクロンはこの中で決して最強の勢力ではなかった。1991年のバングラデシュ・サイクロンはこの地域に上陸した時点で遥かに強力であった。
にもかかわらず、1970年のサイクロンは記録上史上最大の犠牲者を出したものであり、近代以降の歴史上でも最悪の自然災害の一つである。正確な死者数はもはや知りようも無いが、最悪の推計ではおよそ30万～50万人に上ると推定されている。これと比較しうる規模の犠牲者を出した災害としては1976年の唐山地震、2004年のインド洋大地震、2010年のハイチ地震が考えられるが、これら四つの災害の犠牲者数は何れも不確実であるため、どれが最悪のものだったかははっきりしない。

### インド
サイクロンはアンダマン・ニコバル諸島の広い範囲に雨をもたらした。11月8日と11月9日には幾つかの地域で豪雨となった。ポートブレアでは11月8日に130mmの雨量を記録し、島々で多数の洪水が発生した。 西ベンガル州とアッサム州南部でも広範囲に降雨があり、これらの州で家屋と農作物に被害をもたらしたが、中でも南方の地域ほど被害が大きかった。11月12日にはカルカッタからクウェートに向かっていた5,500トンの貨物船「Mahajagmitra」がこの暴風雨のため沈没し、乗員50名全員が死亡した。この船は沈没前に遭難信号を送信し、ハリケーン級の風（ビューフォート風力階級12に相当する。32.7m/s以上）に見舞われていると報告した。

### 東パキスタン
サイクロンの上陸地点から95km (50マイル)東にあったチッタゴンの気象台では、2200 UTCに風速計が吹き飛ばされる前に風速40m/s（1分間平均）を記録した。同じ地域の港に錨泊していたある船はこの約45分後に最大瞬間風速61m/s を記録した。このサイクロンが上陸するに従い、ベンガル・デルタ地帯を高さ10m (33ft)の高潮が見舞った。チッタゴンの港では1.2m の高潮に加えて嵐により4mの高波が襲った。
パキスタンのラジオはチッタゴン付近の13の島では生存者は皆無であると伝えた。現地上空を飛行し観察したところではボーラ島の南半分は完全に荒地となり、ボーラ島、ハチヤ島と近隣の本土沿海部の稲作地帯は根こそぎにされていた。チッタゴンの港とモングラ港では若干の船舶が損傷し、チッタゴンとコックスズ・バザーの空港は数時間の間1m (3ft)の水に覆われた。
被災者は360万人を超え、被害総額は8,640万米ドル（1970年当時。2007年換算で46,000万米ドル)と推計された。
生存者によると現地では家屋の85%が全半壊し、中でも沿海部の被害が著しかった。漁業従事者の90%が大きな損失を被ったが、これには次のものが含まれる。即ち9,000隻の沖合漁船が破壊され、近海漁師77,000人中46,000人が死亡した上、生存者の40%が重大な被害を受けた。この沿海地方は蛋白質摂取量の80%を水産物に頼っていたのだが、全てを合わせると同地の漁業能力の65%が嵐で破壊された計算になった。農業への被害も同様に激しく、6,300万米ドル相当の農産物が失われると共に28万頭の畜牛が死んだ。嵐から3か月過ぎた時点で人口の75%が救援隊員からの食料援助を受けており、15万人以上が食料の半分を援助に頼っていた。

### 死者数
| タナ               | 以前の人口  | 死者数    | 死亡率 |
| ------------------ | ----------- | --------- | ------ |
| カラパラ           | 88,000人    | 8,000人   | 9%     |
| アムタリ           | 41,000人    | 2,000人   | 5%     |
| ガラチパ           | 319,000人   | 45,000人  | 14%    |
| チャー・ファッソン | 171,000人   | 38,000人  | 22%    |
| ラルモハン         | 104,000人   | 23,000人  | 22%    |
| タズムッディン     | 167,000人   | 77,000人  | 46%    |
| ハティヤ           | 219,000人   | 18,000人  | 8%     |
| ラムガティ         | 217,000人   | 24,000人  | 11%    |
| サドハラム         | 35,000人    | 6,000人   | 17%    |
| 合計               | 1,361,000人 | 241,000人 | 17.7%  |

パキスタンとSEATOのコレラ調査研究所によって、11月と2～3月の二回に渡り医療上の救援調査が実施された。一回目の調査目的は被災地で必要な緊急医療の内容を決定することであり、二回目のより詳しい調査は長期的な医療と復興支援を計画するために実施された。二回目の調査においては、該当地域人口のおよそ1.4%が調査された。
一回目の調査結果として、殆どの被災地地表にある水の含塩量は井戸水と同程度だったが、サドハラムは例外であり、同地の水は塩分濃度が0.5%に達し飲用に適さなかった。死亡率は14.2%と推定されたが、これは24万人が死亡したことを意味した。サイクロンに起因する傷病は一般に軽い外傷に限られたが、「サイクロン症候群」と呼ばれる現象が観察された。これは四肢と胸部における重度の擦過傷から成るもので、生存者が高潮に耐えるため樹木にしがみついたのが原因だった。初期にはコレラと腸チフスの流行が懸念されたが、結果的に被災地ではコレラも天然痘も他の伝染病も蔓延している証拠は認められなかった。
二回目の調査では調査対象から幾つかの集団が漏れたため、恐らく無視できないほど過小評価だった。米を収穫する10万人の季節労働者や、嵐で生活基盤を完全に失って三ヶ月の間に被災地から流出した住民が含まれなかった。尤もこのため風聞や誇張が入り込むリスクは低減したかも知れない。このときは死者数の下限を22万4千人と結論した。最大の被害を出したのはタズムッディンであり、同地の死亡率は46.3%とされた。これは同地域だけで約7万7千人が死んだことに相当する。被災地全体を通じた平均死亡率は16.5%とされた。
調査結果によると生存率が最も高かったのは15～49歳の男性であり、死者の過半数は10歳未満の子供だったが、サイクロン前における10歳未満の子供の比率は人口の三分の一に過ぎなかった。つまりサイクロンと高潮の犠牲者は主に老人・子供と病弱者だった。高潮が長時間にわたって続き、その間、木や屋根にしがみ続ける体力のない者が水に攫われていったという。サイクロンから数ヶ月経過後、被災地における年齢的に中位の集団はダッカ周辺の対照群に比較すると死亡率が低かった。これは嵐を通じてさほど頑健でない個人が間引かれてしまったことを反映している。

## 余波

### 政府の対応
嵐が沿海部を襲った翌日、パキスタンの沿岸警備艇と病院船の3隻が医療関係者と物資を積んでチッタゴンを発ち、ハチヤ、サンドウィプ、クトゥブディアの各島へ向かった。パキスタン陸軍は嵐の上陸後二日間の内に多くの被災地に到着した。パキスタン大統領のヤヒヤー・ハーンは訪問中だった中国から引き返し、11月16日に被災地域を空から視察した。大統領は被災者の救援に向けて「如何なる努力をも惜しむな」と命じた。彼はまた、被災から一週間後、11月21日を国全体の服喪の日と宣言し、全ての旗を半旗に掲げるよう命じた。
サイクロンが襲来してから10日の間に、パキスタン政府によって軍の輸送機一機と農薬散布用の飛行機三機が救援活動用に割り当てられた。パキスタン政府は西パキスタンから軍用ヘリコプターを振り向けることはできないと述べた。理由として間に横たわるインド上空の通過をインド政府が許可しないことを挙げたが、インド政府はこれを否定した。11月24日までには、パキスタン政府は被災地での救援活動用に11,600万米ドルの追加予算を割り当てた。ヤヒヤー・ハーンは救援活動を指揮するため11月24日にダッカ入りした。東パキスタンの為政者であるアシャム海軍中将は軍の動きが鈍いとの指摘を否定し、物資は一部の小さな孤立地帯を除き被災地全般に行き渡りつつあると述べた。
サイクロン上陸から一週間後、ハーン大統領は救援活動において政府に「小さな事故」と「過ち」があったことを渋々認めた。彼は災害の規模について誤認があったと述べた。彼はまた12月7日に予定される総選挙は予定通り実施すること、但し最も被害が著しい8つか9つの地域では投票日が遅れるかも知れないことを述べ、選挙そのものが延期されるという噂については否定した。
1971年3月には東西パキスタン間の対立が激化し、救援活動に関連するダッカの官庁群は少なくとも二週間に渡り閉鎖された。はじめはゼネラル・ストライキによるもので、次にはアワミ連盟により政府の活動が禁止された。被災地での救援活動は続いたが、長期的な計画立案が停止した。

### 政府の対応に対する批判
東パキスタンの政治指導者たちは、惨事に対する中央政府の初期対応について非常に批判的だった。中央政府からの救援は乏しく、外部からの救援は米英などの海外友好国に頼るしかない状態であった。東パキスタンの政治指導者11人はサイクロン襲来から10日後に声明を発表し、政府の対応を「全体的な怠慢、肥厚した無関心、完全な無関心」であるとして糾弾した。彼はまた大統領が報道内容を矮小化していると批判した。11月19日にはダッカで政府の対応の遅さに抗議する学生によりデモが開かれ、11月24日にはマウラナ・アブドゥル・ハミド・ハーン・バシャニが抗議集会に5万人を集めて大統領の無為無策を責め辞任を要求した。大統領の政敵もまた不手際を批判し一部は辞任を要求した。
パキスタンの赤新月社はイギリス赤十字社から寄付された救命ボート20隻を赤新月社が獲得したことに因んで生じた論争の後、政府とは独立に行動するようになった。
 
ある害虫駆除業者は、既に国内に存在する農薬散布用の飛行機2機を用いて被災地に物資輸送を行おうとしたが、許可を得るまで二日間待たされた。パキスタン政府が救援活動に投入したヘリコプターは僅か1機に過ぎなかった。後日ヤヒヤー・ハーンは西パキスタンのヘリコプターには物資輸送能力が無いため投入する意味は無いと述べた。
1971年1月早々、「パキスタン・オブザーバー」紙の記者は最も被害が激しかった地域で一週間を過ごし、救援組織から送られたテントが生存者を収容する用途には全く使われておらず、新しい住宅を建設するための補助金が不十分であると述べた。パキスタン・オブザーバー紙の第一面は連日「救援に向けた協調無し」と言った見出しを掲載する一方で「救援活動は順調に進展中」との政府声明を掲載した。1月は東パキスタンが年間で最も寒い時期に当るが、「イッテファク日報」紙の編集者が主催する国民救援・復興委員会は、何千人もの被災者が「露天の下で過ごしている」と述べた。あるスポークスマンはサイクロンで家を失った住民は再建のため250ルピー (55米ドル(1971年当時、2007年換算で279米ドル)）までの資金を受け取っているとしたが、物資が払底しているため生存者は「現金をそのまま齧る」羽目になるのではないかと恐れた。

### 政治的結果

バングラデシュの最初の国旗

東パキスタン最大の政党でありシェイク・ムジブル・ラフマン率いるアワミ連盟は、政府による救援活動に対する失望を一部の要因として、1970年12月に実施された総選挙で地滑り的圧勝を収めた。国会9議席と地方議会18議席の投票は嵐の影響で1月18日までずれこんだ。
政府による救援活動の不手際は東パキスタンの人々の憤激を招き、同地では反政府運動が活発化した。資金はなかなか交付されず、荒廃した地域に対する物資輸送は遅々として進まなかった。3月には緊張が高まり武力抗争を恐れた外国人が国外に脱出する事態となった。状況はそのまま更に悪化して3月にはバングラデシュ独立戦争が勃発した。この衝突は12月には第3次印パ戦争へと拡大し、結果としてバングラデシュが建国された。これは自然災害が内戦を招いた一例である。

### 国際社会の対応
印パ関係は概して険悪だったにもかかわらず、インドはパキスタンに対し最も早く援助を送った国の一つであり、11月末には130万米ドル(1970年。2007年換算では690万米ドル)を贈ることを約束した。パキスタン政府はインドが東パキスタンへ物資を空輸することは拒絶し、遅い陸路で運び込むよう強いた。インド政府はまたパキスタンは西ベンガル州の軍用機やヘリコプター、艦艇を救援活動に投入することは拒絶したと述べた。
アメリカ合衆国大統領リチャード・ニクソンは被災者に食料その他の必要物資を送るため1,000万米ドル(1970年当時、2007年換算では5,300万米ドル)の支援金を割り当て、また米国の駐パキスタン大使はパキスタンに対して「あらゆる手段で東パキスタン政府を支援する」と約束した。
米国政府はまた多数の毛布、テントやその他の物資を送った。ヘリコプターはネパールで現地支援に当っていた2機と米国本土から4機の計6機が東パキスタンに送られた。海路ではおよそ20万トンの小麦が米国から被災地へ輸送された。11月末には被災地で計38機のヘリコプターが行動していたが、内10機は英国のものであり、10機は米国のものだった。また米国人は約50隻、英国人は約70隻の小型船舶を物資輸送用に提供した。
CAREはパキスタン政府に物資分配を委ねることを嫌い、サイクロン襲来から一週間後に同国への物資輸送を停止した。しかしながら1月には、彼らはセメント・ブロック製の住居24,000戸を120万米ドル(1971年当時、2007年換算で610万米ドル)で建設することで合意した。米国はパキスタン政府が援助をどう使うかの意思決定に遅れを見せていることに疑問を持ったため、アメリカ合衆国議会から支出された750万米ドル(1970年当時、2007年換算で3,970万米ドル)の支援金を3月時点で依然交付していなかった。この資金の殆どはサイクロンに対する避難所の建設と住宅の再建に充てるよう用途を定められていた。アメリカのPeace Corpsはボランティアを送ることを申し出たが、パキスタン政府によってすげなく拒絶された。
イギリス海軍の揚陸艦イントレピッドと空母トライアンフを中心とする任務部隊は救援活動を支援するためシンガポールを発ちベンガル湾に向かった。部隊は救援チームと物資に加えて8機のヘリコプターと8隻の上陸用舟艇を輸送した。艦隊の現地到着に先行して2機のヘリコプターと50名の兵員が送り出され、災害状況の調査と救援活動に当った。イギリス任務部隊は11月24日にパキスタン沖合に到着し、直ちに650名の兵士が上陸用舟艇を用いて沖合の島々に物資を分配し始めた。イギリスのDisasters Emergency Committeeによる訴えにより東パキスタンにおける災害救助のため150万ポンド (1970年当時、2005年換算では3,300万ポンド)の資金が集められた。
カナダ政府は200万ドルの援助を約束した。フランスと西ドイツはヘリコプターと共に130万ドル分に相当する様々な物資を送った。教皇パウロ6世は極東訪問の際にダッカに立ち寄ると表明し、人々に惨事の犠牲者のため祈るよう促した。バチカンは後に救援用として10万ドルを寄付した。イタリアとスイスにおいては、初期の衝撃の後多くの人々は惨事への関心を失ってしまった。ニュースレポートを見る限り、人々は惨事を遥か遠い世界での出来事と看做して自己の責任は無いものと捉えた。11月の末にイタリア人は救援物資のため5,500ドルを寄付した。1971年の初めには依然ソ連のヘリコプター4機が被災地で活動中であり、被害の激しかった地域に重要物資を輸送していた。ソ連の航空機はかつてベンガル人から不評を買ったことがあったが、災害直後に活動していたイギリスとアメリカのヘリコプターと入れ替わる形で活動した。
シンガポール政府は軍の医療班を東パキスタンに派遣し、これは12月1日にチッタゴンに到着した。彼らはその後サンドウィプに展開して27,000人近い人々を治療し、また天然痘ワクチンを接種する作業に当った。この医療班は被災者に5万ドル相当の医療物資と15トンの食糧を供給した後、12月22日にシンガポールに帰国した。日本の内閣は12月に合計165万ドルの義捐金支出を決定した。それまで日本政府は救援作業に僅かな寄付しかしなかったため批判を浴びていた。中国から東パキスタンに対する最初の物資援助はコレラ・ワクチン50万接種分を積んだ輸送機一機だったが、これは東パキスタンが元々十分な備蓄を持っていたため不要なものだった。中国政府はパキスタンに対し現金120万ドルを送った。 モハンマド・レザー・パフラヴィーはこの惨事はイランの惨事でもあると宣言し、サイクロン襲来から数日内に2機の輸送機で物資を送った。多くのより小さく貧しいアジアの国々が少なからぬ援助を送り届けた。
国連は210万ドル相当を食料と現金で寄付し、ユニセフは追加で100万ドルを送るべく行動を開始した。ユニセフは被災地の給水機能再建を支援し、嵐に続く数ヶ月の間に11,000を超える井戸を修理した。国連事務総長のウ・タントはサイクロンと8月に生じた内戦の被災者救援のため2つの救援プログラムを提唱した。彼は緊急援助に必要な目標額2,920万ドルに対し実際に投入できたのは400万ドルに過ぎなかったと述べた。国際赤十字赤新月社連盟は被災者救援のため11月末までに350万ドルを集めた。
世界銀行は被災地の再建費用を18,500万米ドルと推計し、包括的な復興計画をパキスタン政府に提示した。この計画には住居や給水施設、各種インフラを災害前の状態に再建することが含まれており、またより大規模な洪水対策や開発計画と連動するよう考慮されていた。世界銀行は東パキスタン経済を再建し同地域に避難所を建設するため2,500万米ドルを融資した。国際開発協会が復興資金を融資したのはこのときが初めてである。12月の初めには、都合41の政府、組織や民間団体から送られた援助総額は4,000万ドル近くに達した。

### 災害への準備
12月、国際赤十字赤新月社連盟は今回のサイクロンと同様の災害が他の「災害に対し脆弱な国々」を襲った場合に備えた緊急計画を立案した。赤十字の担当者は、東パキスタンに送られた一部の救援要員は訓練不足だったため、同組織は改めて専門家をリストアップするだろうと述べた。国連総会は被災国に対する救援能力を向上すべきとの提案を採択した。
1966年、赤新月社はベンガル・デルタ地帯の住民のためサイクロン警報システムの構築を支援し始めた。11月20日には、国連総会はパキスタン政府に対する同情を示し、国連の専門組織、各国政府と非政府組織によるパキスタンへの短期的救援と長期的な復興・開発支援を決議した。これは1972年に対サイクロン準備計画（Cyclone Preparedness Programme）へと発展し、今日ではバングラデシュ政府とバングラデシュ赤新月社によって運営されている。この計画の目的は一般市民におけるサイクロンへの危険認識を向上することと、バングラデシュ沿海部の災害対策要員に対する訓練を提供することである。
1970年のサイクロンから30年の間に、バングラデシュの沿海部には200を超えるサイクロン避難所が建設された。1991年のバングラデシュ・サイクロンが来襲した際には、対サイクロン準備計画のボランティアが上陸の2～3日前に人々に警告を発した。35万人を超える人々が住居から避難所やその他の石造建築物に駆け込み、その他は高台に避難した。1991年のサイクロンはそれでも尚138,000人以上の犠牲者を出したが、これは1970年に比べれば遥かに小さい数字であり、その理由の幾分かは対サイクロン準備計画に帰せられるだろう。